# Augustinus van Monaco
Augustinus Grimaldi (1482 of 1485 – Monaco 14 april 1532) was regent van Monaco van 1523 tot 1532. Hij was de derde zoon en het vijfde kind van Lambert van Monaco en diens echtgenote Claudine Grimaldi.
In 1505 volgde hij zijn oom Jan Andreas Grimaldi op als bisschop van Grasse. Zijn broer Lucianus had vanaf het begin van zijn regeerperiode bepaald dat Augustinus bij zijn afwezigheid zijn taken zou waarnemen. Reeds in 1507 nam hij de regering over, omdat zijn broer in Milaan gevangen zat. Tijdens deze periode wist hij te voorkomen dat Monaco werd ingenomen door de Franse koning Lodewijk XII.
Op 22 augustus 1523 werd zijn broer vermoord. Augustinus werd benoemd tot regent van Monaco voor zijn neef Honorius. Hij legde zich vooral toe op de bestraffing van de moordenaars van zijn broer, Bartolomeo en Andrea Doria. De laatste was op dat moment de heerser van Genua en had een bondgenootschap gesloten met Frans I van Frankrijk. Hierop sloot Augustinus een alliantie met keizer Karel V en werd Monaco een protectoraat van Spanje.
Op 14 april 1532 sterft Augustinus onder onopgehelderde omstandigheden. Als regent wordt hij opgevolgd door Nicolaas Grimaldi, die echter al een week later werd vervangen door Stefan Grimaldi.
Reinier I · Karel I, Anton, Reinier II en Gabriël · Lodewijk en Jan I · Lodewijk · Ambrosius en Jan I · Jan I · Catalanus · Claudine · Lambert · Jan II · Lucianus · Augustinus · Honorius I · Karel II · Hercules · Honorius II · Lodewijk I · Anton I · Louise Hippolyte · Jacobus I · Honorius III · Honorius IV · Honorius V · Florestan I · Karel III · Albert I · Lodewijk II · Reinier III · Albert II